# Türk Telekom
Türk Telekom este fosta companie de telecomunicații deținută de stat din Turcia.
A fost privatizată în anul 2005, cumpărătorul fiind Oger Telecom, parte a grupului Saudi Oger.
În mai 2010, Türk Telekom a achiziționat de la compania maghiară de telecomunicații Invitel divizia Invitel International AG și subisidiarele acesteia, respectiv At-Invitel GmbH, Invitel International Hungary Kft și EuroWeb România, pentru suma de 221 milioane de euro.